# Museo nazionale del Bargello
Il Museo Nazionale del Bargello è un museo di Firenze, dedicato alla scultura, facente parte insieme alle Cappelle Medicee, Orsanmichele, Palazzo Davanzati e Casa Martelli, dei Musei del Bargello.
La sua collezione di statue rinascimentali è considerata tra le più notevoli a livello mondiale: annovera infatti capolavori di Michelangelo, Donatello, Ghiberti, Cellini, Giambologna, Ammannati ed altri importanti scultori, oltre a una grande raccolta di arti applicate, organizzate principalmente per tipologia.
Il nome deriva dal palazzo del Bargello che lo ospita.
Nel 2016 è stato il trentasettesimo museo più visitato d'Italia con 213.598 visitatori, in calo rispetto al 2015.

## Storia
Negli anni quaranta dell'Ottocento, il barone Seymour Kirkup, assieme ad altri collaboratori, finanziò una serie di sondaggi all'interno della cappella di Santa Maria Maddalena nel palazzo e carcere del Bargello, a seguito dei quali, il 21 luglio 1840, il pittore-restauratore Antonio Marini riportò alla luce un ritratto di Dante Alighieri, che secondo Vasari era stato dipinto da Giotto. Ciò nell'immediato, portò al ripristino dell'ambiente per le cure dell'architetto Francesco Leoni, affiancato da Pasquale Poccianti. Anche a seguito del clamore suscitato dal ritrovamento, nel 1857, si iniziò il ripristino dell'intera fabbrica.
Trasferito il carcere alle Murate, venne deciso nel 1859 il restauro del complesso protrattosi fino al 1865 e sotto la direzione di Francesco Mazzei, il quale ripristinato l'antico aspetto cercò di recuperare o rifare ex novo gli ornamenti architettonici e affidando le decorazioni pittoriche delle sale a Gaetano Bianchi che si ispirò a monumenti della stessa epoca.
Nel 1865 venne inaugurato il Museo nazionale al piano terreno vennero allestite due sale d'armi, con oggetti provenienti in parte dall'armeria medicea e dall'altra dal Guardaroba di Palazzo Vecchio, e una sala di scultura del Quattro-Cinquecento. Nel salone del primo piano trovarono posto le sculture proveniente dal salone dei Cinquecento in Palazzo Vecchio, che nel frattempo era diventato sede del Parlamento italiano.
Successivamente dagli Uffizi, giunsero sia le sculture in bronzo e marmo, sia le collezioni di arti applicate: maioliche, cere, ambre, avori, oreficerie, smalti e bronzetti, alcune di queste trasferite nel 1928 al Museo degli argenti. Altri materiali affluirono sia da donazioni e prestiti di privati che da pubbliche istituzioni: dall'Archivio di Stato i sigilli e dalla Zecca le monete. Infine, a seguito dell'Unità d'Italia e delle conseguenti soppressioni di ordini monastici giunsero robbiane, sculture e oreficerie sacre.
In occasione del centenario di Donatello nel 1887 il salone venne destinato ad accogliere opere dell'artista e della scultura quattrocentesca fiorentina.
Del 1888 è la donazione della raccolta dell'antiquario lionese Louis Carrand, del 1886 è la donazione Conti, del 1899 la Ressman e del 1906 la Franchetti arricchendo il settore delle arti applicate.
Duramente colpito dall'alluvione del 1966, ha poi subito una serie di restauri, rammodernamenti degli impianti e riordino delle collezioni.

## Percorso espositivo

### Il cortile
Il cortile, porticato su tre lati con archi a tutto sesto su pilastri ottagonali, venne realizzato nel XIII secolo e arricchito nel secolo successivo dal verone e dalla scala goticheggianti, quest'ultima, costruita su lato non porticato, da Neri di Fioravanti tra il 1345 e il 1367.
Con la destinazione a carcere del Palazzo vennero tamponati gli archi del loggiato e del verone. Nella seconda metà dell'Ottocento il cortile fu la parte del palazzo maggiormente valorizzata dai restauri del Mazzei, vennero riaperte le logge e il verone e furono restaurati i superstiti stemmi dei podestà e dei giudici di ruota, nelle volte sotto il loggiati vennero eseguiti affreschi di Gaetano Bianchi con i gonfaloni dei quartieri e alcuni stemmi dei podestà.
L'allestimento presenta sculture provenienti da Palazzo Vecchio e dai giardini di Boboli e Castello. Al centro del cortile si trova un grazioso pozzo ottagonale e qui si trovano esposti anche alcune pregevoli statue in marmo, come le sei sculture allegoriche di Bartolomeo Ammannati (Firenze, l'Arno, l'Arbia, la Terra la Temperanza e Giunone), l'Oceano del Giambologna, alcuni rilievi di Benedetto da Maiano e il cosiddetto Cannone di San Paolo di Cosimo Cenni (1638).

#### Opere presenti nel cortile

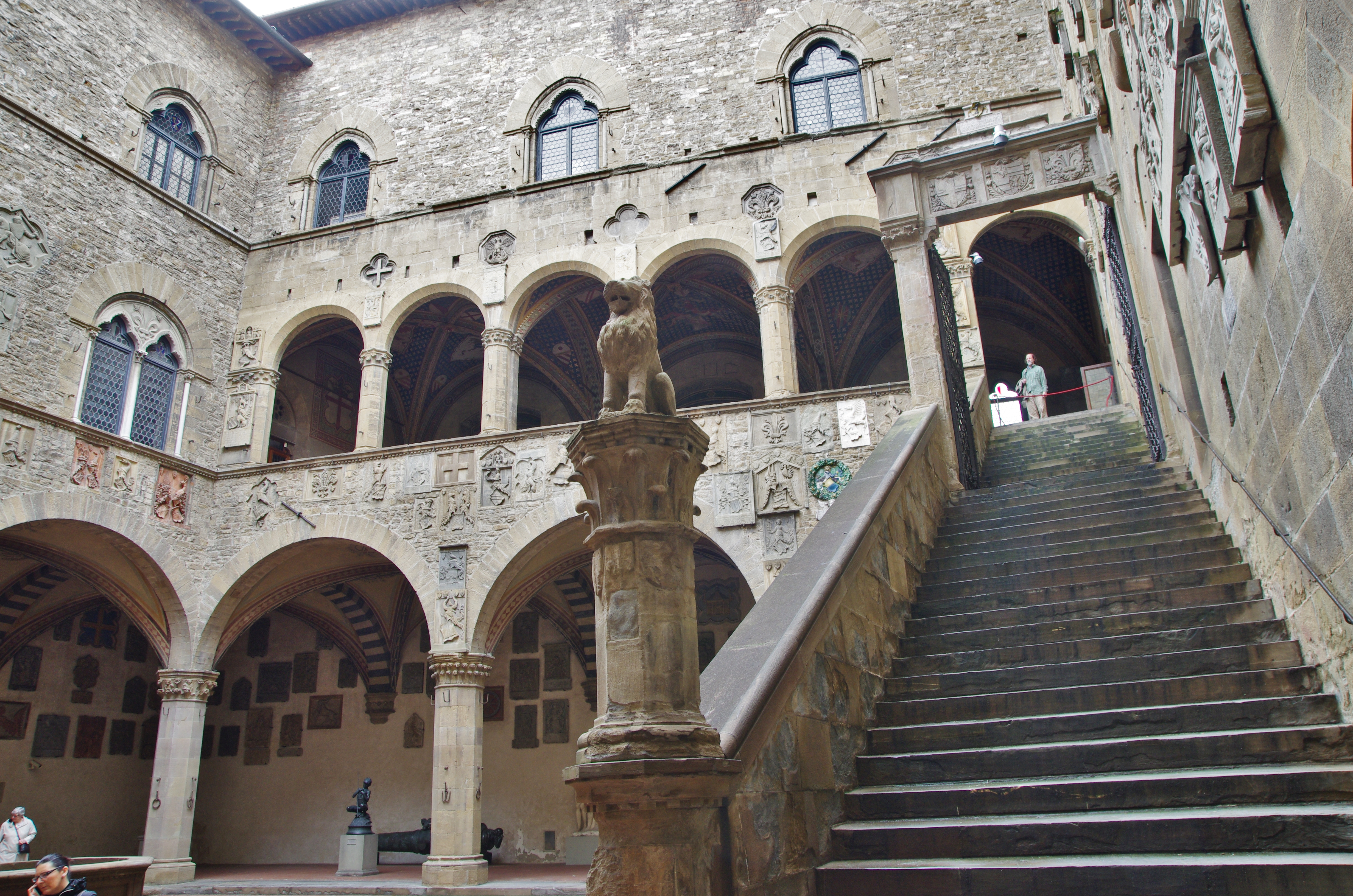
Il cortile

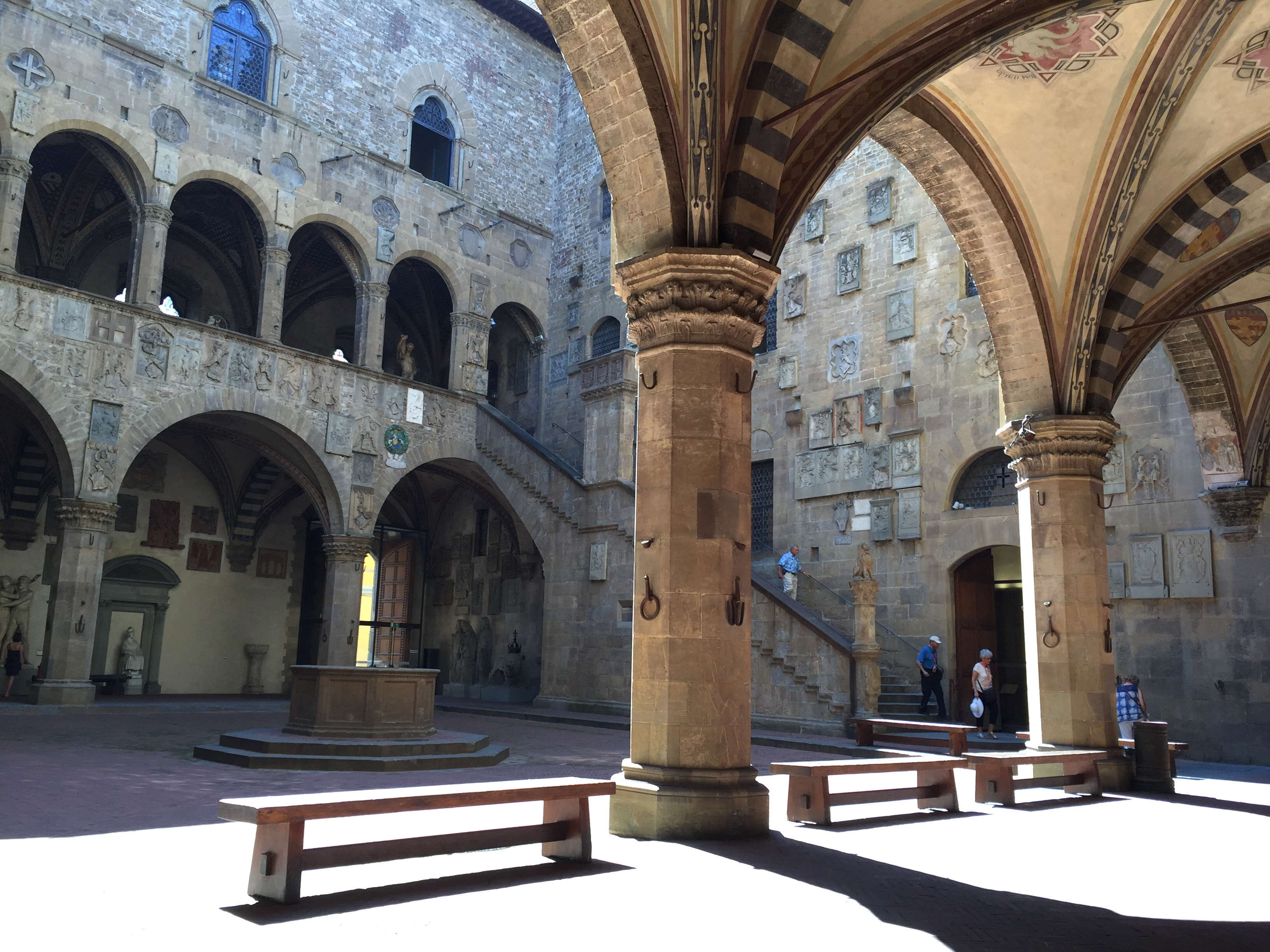
Il porticato

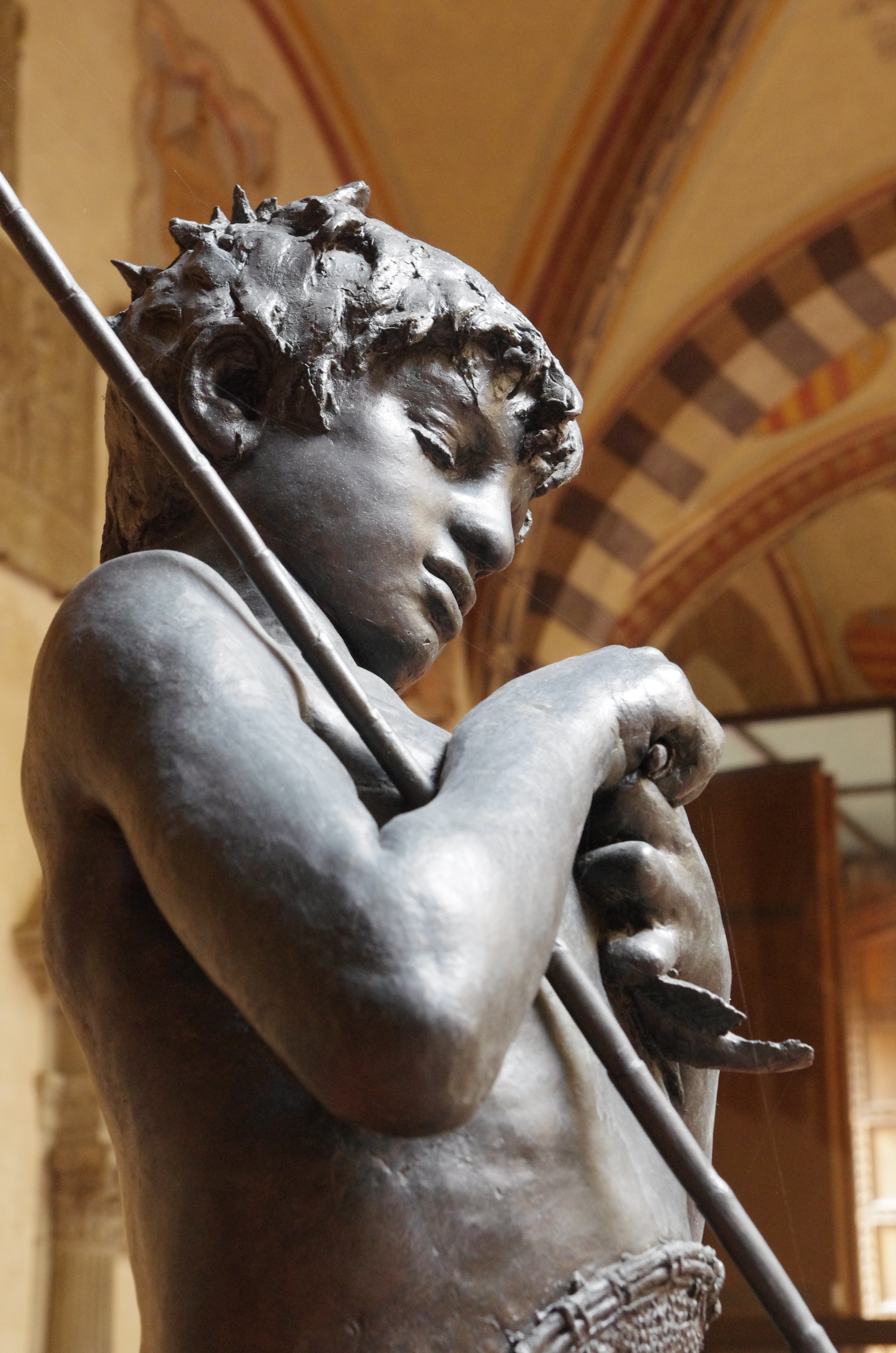
Vincenzo Gemito - Il pescatorello

- Bartolomeo Ammannati:
  - Allegoria di Firenze
  - Arbia
  - Arno
  -  Giunone e pavoni (JPG), su commons.wikimedia.org.
  - La Temperanza
  - Terra
- Giambologna - Oceano
- Arte francese - Coppia di figure allegoriche
- Francesco Camilliani - Divinità fluviali
- Arte fiorentina:
  - Coppia di leoni
  - Fregio con delfini
  - Portale
- Fabrizio Farina - La Maddalena
- Cosimo Cenni:
  - Cannone di San Paolo
  - Falcone (piccolo cannone)
- Arte Antica:
  - Sarcofago
  - Sarcofago
- Giovan Battista Giovanozzi - Delfini (finale di fontana)
- Vincenzo Danti - Cosimo I de' Medici
- Benedetto Da Maiano:
  - Incoronazione di Ferdinando d'Aragona da parte del cardinal Latino Orsini nel 1459
  - Sei musici
- Niccolò di Pietro Lamberti - San Luca Evangelista, 1403-1406
- Giulio Serafini - Lucerniere
- Attribuito a Francesco Laurana - Alfonso d'Aragona
- Domenico Pieratti - San Giovanni Battista
- Vincenzo Gemito - Il pescatorello
- Paolo Di Giovanni - Madonna e i santi Pietro e Paolo

### Sale della Scultura Medievale o del Trecento
Vi si accede dal lato orientale del cortile. Si tratta di due salette normalmente destinata a mostre temporanee, che originariamente accoglievano di solito alcune sculture del periodo precedente il Rinascimento, come la Madonna con Bambino di Tino da Camaino o il gruppo dei Tre accoliti di Arnolfo di Cambio, oggi al primo piano.

### Sala di Michelangelo e della scultura del Cinquecento
La sala, ridecorata alla metà dell'Ottocento da Gaetano Bianchi, venne allora allestita con la collezione medicea di armi e con trofei e bandiere.
In seguito all'alluvione del 1966, la sala venne imbiancata ed oggi resta solo un affresco giottesco con la Madonna col Bambino e oranti. Luciano Berti la destinò alla scultura cinquecentesca, con alcuni pezzi provenienti nel 1874 dagli Uffizi.
Spiccano tra le numerose opere quelle di Michelangelo Buonarroti, con alcune opere giovanili come il Bacco (1497), la sua prima scultura a tutto tondo scolpita a 22 anni e uno dei rarissimi soggetti profani del grande artista, prima di venire travolto dall'ondata di religiosità predicata con veemenza da Savonarola. La figura dell'ubriaco vacillante, quasi in equilibrio su un piede solo, è scolpita in uno stile maestoso e ben modellato che richiama le sculture classiche.
Del 1504 è invece il Tondo Pitti, un bassorilievo in parte incompiuto che rappresenta la Madonna con Gesù Bambino e San Giovannino, nel quale alcuni storici intravedono segni di influenza di analoghe composizioni di Leonardo da Vinci.
Il David-Apollo risale al 1530-32 e non è stato chiaramente interpretato, mentre il Ritratto di Bruto del 1539 è l'unico busto pervenutoci di Michelangelo Buonarroti, che secondo il Vasari rappresenterebbe Lorenzino de' Medici, chiamato "Lorenzaccio" per aver ucciso suo cugino il duca Alessandro de' Medici.
Fanno da contorno nella sala alcune piccole opere ispirate al maestro, scolpite da Bartolomeo Ammannati, il Tribolo, e Baccio Bandinelli.
Si distaccano invece per uno stile più evoluto e raffinato le opere di Benvenuto Cellini (come i bronzetti originali del basamento del Perseo di Piazza della Signoria, i marmi di Ganimede e di Narciso, e il busto di Cosimo I) e di Giambologna, rappresentato da uno dei suoi capolavori, l'agile Mercurio bronzeo del 1576.
Di Andrea Sansovino è il Bacco del 1515 circa che si discosta volutamente dall'opera di Michelangelo, mentre un rilievo bronzeo è un'interessante opera di Vincenzo Donati. Vi si trova anche l'Allegoria di Fiesole del Tribolo.

#### Opere presenti nella Sala di Michelangelo e della scultura del Cinquecento
- Michelangelo Buonarroti:
  - Bacco, marmo
  - David-Apollo, marmo

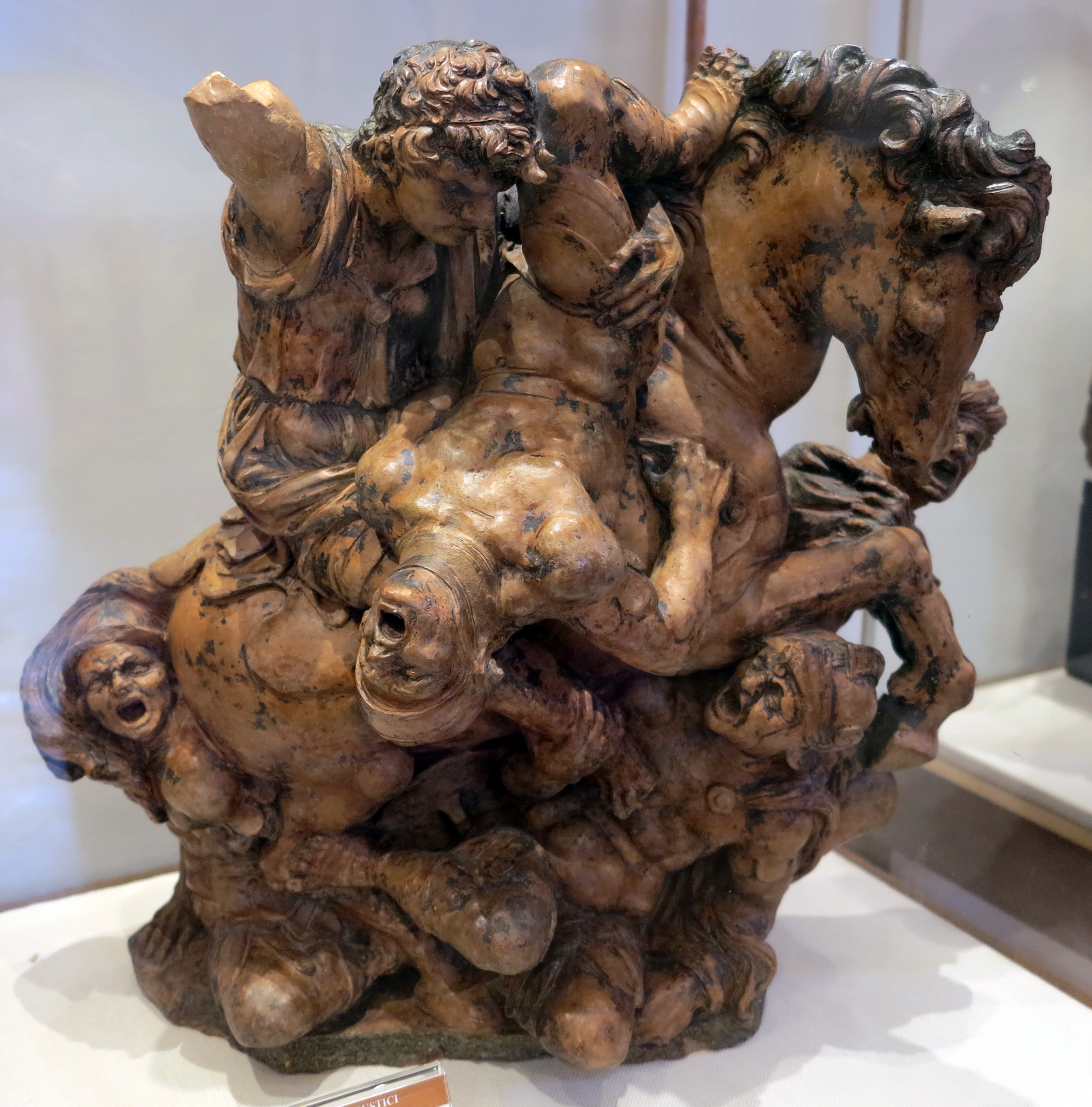
Giovan Francesco Rustici - Battaglia, da uno studio di Leonardo, terracotta

  - Ritratto di Bruto, busto in marmo
  - Tondo Pitti, bassorilievo in marmo
- Giovan Francesco Rustici:
  - Battaglia, da uno studio di Leonardo, terracotta
  - Madonna col Bambino e San Giovannino, tondo a rilievo in marmo
- Attribuito a Giovan Francesco Rustici - Nettuno sul carro
- Jacopo Sansovino - Bacco, marmo
- Andrea Sansovino - Madonna col Bambino
- Pietro Francavilla:
  - Aronne
  - Mosè
- Tribolo:
  - Allegoria di Fiesole, pietra serena
  - Il Giorno
- Giambologna:
  - Appennino
  - Mercurio volante, bronzo
- Giambologna e Pietro Francavilla - Firenze vittoriosa su Pisa, marmo
- Pierino Da Vinci - Sansone e il filisteo
- Vincenzo Danti:
  - L'Onore vince l'Inganno, marmo
  - Mosè e il serpente di bronzo, bassorilievo in bronzo
  - Sportello della cassaforte di Cosimo I con Augusto che ordina il rogo dei libri sibillini e la Pace tra due prigioni, bronzo
- Arte fiorentina:
  - Fiume
  - Fiume
  - Mosè
  - Sansone e il filisteo
- Baccio Bandinelli:
  - Adamo ed Eva, marmo
  - Cosimo I, busto in marmo
- Bartolomeo Ammannati:
  - Guerriero giacente-Tomba Nari, marmo
  - La Vittoria-Tomba Nari, marmo
  - Leda, bassorilievo in marmo
- Vincenzo de' Rossi:
  - Adone morente, marmo
  - Cristo davanti a Pilato, bassorilievo in bronzo
  - Cristo deriso, bassorilievo in bronzo
  - Salita al Calvario, bassorilievo in bronzo
- Benvenuto Cellini:
  - Apollo e Giacinto, marmo
  - busto di Cosimo I, bronzo
  - Ganimede, marmo, integrazione di una scultura antica
  - Narciso, marmo
  - Perseo, modellino in bronzo
  - Perseo libera Andromeda, originale dalla base del Perseo nella Loggia dei Lanzi
  - Base originale del Perseo con le statue di Giove, Minerva, Mercurio, Danae con il piccolo Perseo
- Daniele Da Volterra - Michelangelo, busto in bronzo
- Anonimo Sansovinesco - Testa di giovane, dal Bacco del Sansovino, terracotta
- Artista fiorentino - Crocifisso

### Sala degli Avori

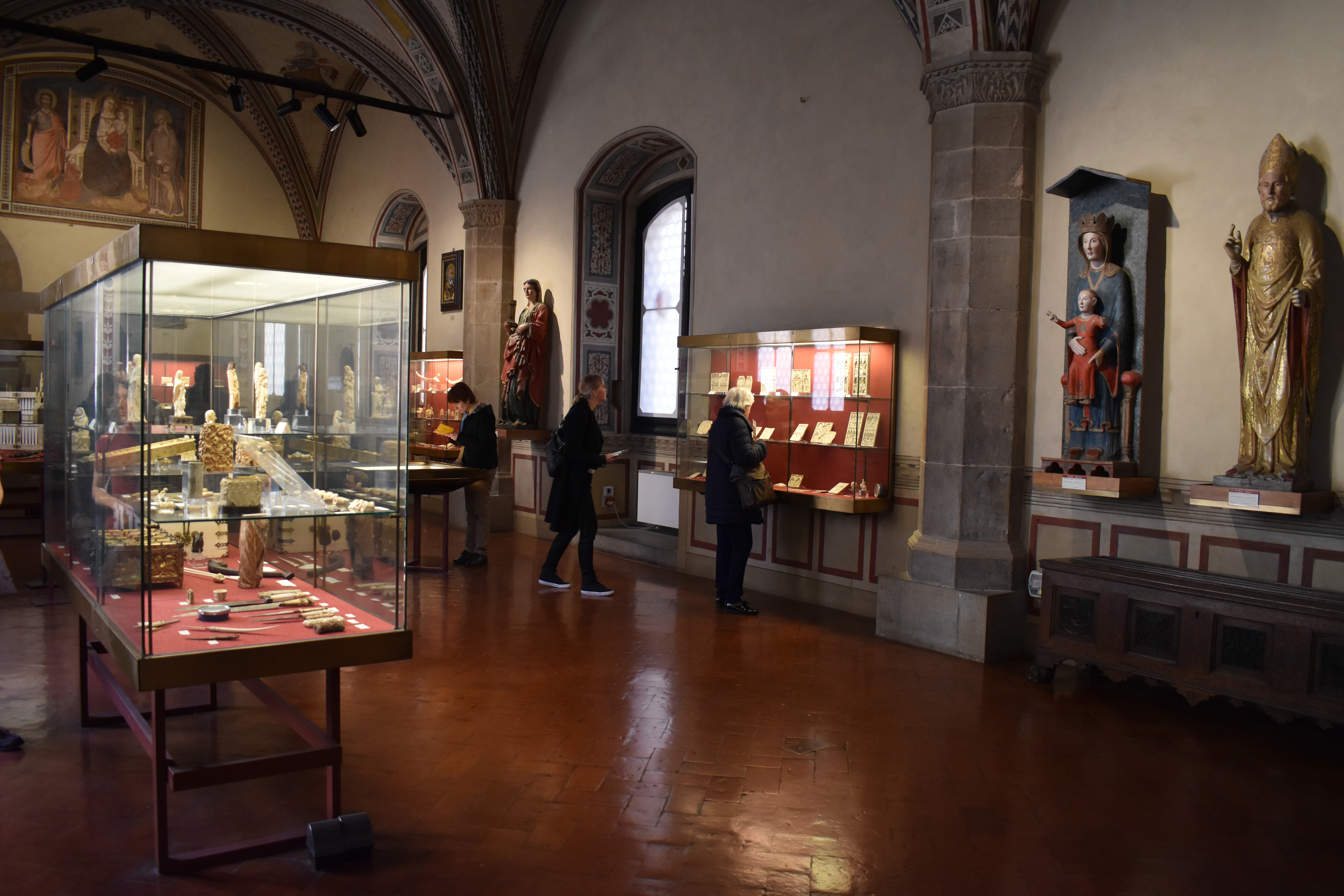
Sala degli Avori

La sala è allestita con gli avori entrati al Bargello nel 1889 con la raccolta Carrand, un antiquario francese che donò la sua collezione a Firenze. L'allestimento, risistemato nel 1988, è stato arricchito da manufatti in legno, cuoio e osso, di destinazione affine. Alle pareti pitture e statue lignee.

#### Opere presenti nella Sala degli Avori
- Arte bizantina - Formella di una cassetta: Ercole e il leone Nemeo
- Arte bizantina - Formella: Ascensione
- Arte bizantina - Formella di una cassetta: Guerriero a cavallo
- Arte bizantina - Parte centrale di dittico: L'Imperatrice Arianna (?)
- Italia - Tavoletta di dittico: Il Console Basilio, 480 d.C.
- Italia meridionale - Frammento di placca: Cristo in Gloria, 1100 ca.
- Arte italiana - Dittico: Adamo nel Paradiso terrestre e scene della vita di san Paolo
- Parigi - Vergine col Bambino
- Arte cristiana - Pisside: Angelo annunciante e Adorazione dei Magi
- Arte italiana - Cassa
- Arte etrusca - Manico di specchio
- Arte romana - Ago crinale
- Arte italiana - Frammento di pisside
- Narbona (?) - Placca rettangolare: Attis
- Arte romana - Testine di lince
- Arte romana - Testa di putto
- Arte romana - Bustini di putti
- Arte romana - Medaglioni con busto di putti
- Arte romana - Foglia d'acanto
- Alessandria (?) - Manico di coltello con gladiatore
- Arte romana - Manico di coltello con pecora
- Arte romana - Manico di coltello con trapezofori
- Arte romana - Colonnetta con decorazione vegetale
- Arte romana - Pisside: Artemide e Atteone
- Oriente - Pisside: Orfeo che incanta gli animali
- Scuola francese - Statuetta: Vergine col Bambino
- Arte francese - Madonna col Bambino
- Scuola francese - Statuetta: Vergine col Bambino
- Scuola francese - Statuetta: Vergine col Bambino
- Scuola francese - Statuetta: Vergine col Bambino
- Scuola francese - Annunciazione
- Arte italiana - Stiletti per dividere i capelli
- Arte italiana - Manico di spada
- Arte francese - Manico di spada: Ercole nudo a cavalcioni al leone Nemeo
- Arte italiana - Manico di coltello
- Arte italiana - Finale di manico di coltello
- Arte francese - Mortaio
- Ignoto Falsario Ottocentesco, detto Master of The Agrafe Forgeries - Reliquiario di Santa Caterina
- Arte francese - Bastone da giullare
- Arte francese - Bastone da giullare
- Arte francese - Coltelli
- Parigi - Crocifisso
- Arte italiana (?) - Coltello
- Arte francese (?) - Coltello
- Francia o Germania (?) - Coltello
- Francia (?) - Coltello
- Francia - Coltello
- Italia (?) - Coltello con forchetta pieghevole
- Germania (?) - Raschietto da scrittorio
- Francia - Cofanetto
- Arte renana - Cofanetto
- Arte francese - Cofanetto porta gioie
- Arte renana - Statuetta: la Vergine col Bambino
- Arte francese (?) - Cofanetto
- Arte francese - Frammento di bastone da giullare
- Arte Orientale (?) - Rospo
- Arte francese - Coltellaccio
- Francia (?) - Coltello, datato 1570
- Maestro della Madonna di Sant'Agostino a Perugia - Il Bambino benedicente
- toscana - Cofanetto
- Arte romana - Placca: La tentazione di san Pietro
- Scuola del Palazzo di Carlomagno - Parte di dittico: Duplice raffigurazione allegorica di un guerriero che atterra un personaggio
- Scuola francese - Ornamento per legatura di libro: Crocifissione
- Reims (?) - Placca di legatura: David in trono
- Saint-Omer o Arras - Placca di cofanetto: Annunciazione, Visitazione, Natività e Annuncio ai pastori
- Scuola del Palazzo di Carlomagno, gruppo Ada - Parte di dittico: Le tre Marie al sepolcro
- Francia del Nord - Placca di legatura: Le Pie donne al Sepolcro
- Scuola Lotaringia o Seconda Scuola di Metz - Placca di legatura: Scene della vita di san Pietro
- Scuola tedesca - Pannello di altare portatile: Il Cristo dell'Apocalisse
- Francia del Nord - Placca di legatura
- Francia del Nord - Placca ovale con san Bartolomeo
- Scuola renana (?) - Placca con lo Spirito Santo circondato dai quattro Evangelisti
- Scuola renana (?) - Placca con Agnus Dei circondato dai simboli degli Evangelisti
- Scuola italiana - Pastorale
- Arte bizantina - Cassetta reliquiario
- Scuola veneziana - Riccio di pastorale - La Madonna in trono, san Pietro, un santo guerriero e un vescovo
- Arte bizantina - Cassetta a rosette
- Cerchia di Carlo il Calvo - Flabellum di Tournus
- Francia settentrionale - Pastorale di Ivo di Chartres
- Inghilterra - Riccio di pastorale
- Scuola italiana - Tau – Pastorale
- Scuola francese - Riccio di pastorale con Vergine in gloria e Crocifissione
- Scuola italiana - Cofanetto con scene della vita della Vergine
- Scuola Borgognona - Scacchiera
- Arte Italo-bizantina - Cofanetto
- Duccio di Buoninsegna - Madonna col Bambino e santi
- Arte francese - Parte di dittico con Crocifissione e Natività
- Arte francese - Dittico con scene dell'infanzia di Cristo e della Passione
- Arte francese - Crocifisso
- Arte francese - Santa Margherita
- Arte francese - Dittico con Storie dell'Infanzia di Cristo e della Passione
- Parigi - Dittico con scene dell'infanzia di Cristo
- Arte francese - Dittico con scene dell'Infanzia di Cristo e della Passione
- Arte francese - Dittico: Vergine con il Bambino e Crocifissione
- Arte francese - Valva sinistra di dittico con l'Adorazione dei Magi
- Parigi - Dittico con Storie della Vergine, Crocifissione e Giudizio finale
- Arte francese - Dittico: Vergine col Bambino e Crocifissione
- Francia - Valva di dittico: Vergine col Bambino e Crocifissione
- Arte francese - Dittico con scene della Passione di Cristo
- Arte italiana - Placca con Trinità
- Francia - Tavoletta con Crocifissione
- Scuola francese o tedesca - Placchetta con Natività
- Arte francese - Placca con Crocifissione e sante
- Arte francese - Placca con Strage degli Innocenti
- Francia - Tavoletta con scena allegorica
- Arte francese - Coperchio di cofanetto: la leggenda di sant'Eustachio
- Francia - Formella per cofanetto con Storia della Castellana di Vergi
- Arte francese - Valva di scatola per specchio: il Dio Amore assediato nel suo castello
- Arte francese - Valva di scatola per specchio: il Dio Amore assediato nel suo castello
- Arte francese - Valva di scatola per specchio: il Dio Amore assediato nel suo castello
- Arte francese - Valva di scatola per specchio: un torneo
- Arte francese - Valva di scatola per specchio con soggetto romanzesco
- Ignoto falsario ottocentesco - Valva di scatola per specchio con il castello del Dio Amore
- Arte francese - Valva di scatola per specchio con il castello del Dio Amore
- Francia Orientale o Colonia (?) - Valva di scatola per il convegno d'Amore
- Francia - Valva di scatola per specchio con giocatori di scacchi
- Arte francese - Manico di bastone con testa di santo
- Arte francese - Testa di giullare
- Arte Anglo–Sassone, Northumbria - Cofanetto “Franks”
- Norvegia - Olifante
- Bamberga - Pannello con Fuga in Egitto
- Spagna - Morte di un santo
- Inghilterra - Bracciolo di sedile
- Arte italiana - Pezzo per il gioco degli scacchi: cavallo
- Arte europea - Pezzo per il gioco degli scacchi: cavallo
- Colonia - Pedina per dama
- Nord Europa (Inghilterra?) - Pedina per dama: Sansone catturato dai Filistei
- Colonia - Pedina per dama
- Nord Europa - Pedina per dama
- Colonia - Pedina per dama
- Nord Europa (Inghilterra?) - Pedina per dama
- Nord Europa - Pedina per dama
- Colonia - Pedina per dama
- Colonia - Pedina per dama: Dalila taglia i capelli a Sansone
- Arte francese - Pezzo per il gioco degli scacchi: Re
- Arte francese o italiana - Pezzo per il gioco degli scacchi: Re
- Arte europea - Pezzo per il gioco degli scacchi: Re
- Arte scandinava - Pezzo per il gioco degli scacchi: cavallo
- Arte musulmana - Pezzo per il gioco degli sacchi: torre
- Arte europea su modello islamico - Pezzo per il gioco degli sacchi: torre
- Arte francese - Corno
- Regione mosana - Dittico con Gesù Cristo e san Michele che sconfiggono il male
- Arte francese - Frammento di cintura liturgica
- Arte tedesca, scuola di Colonia - Pannello di altare portatile con due pastori
- Frammento di cofanetto
- Frammento di cofanetto
- Scandinavia - Frammento di forma conica
- Arte europea - Pezzo per il gioco degli scacchi: torre
- Bottega degli Embriachi - Trittico
- Italia del Nord - Trittico
- Scuola italiana - Pettine con storie di Susanna
- Italia del Nord - Cofanetto
- Italia del Nord - Cofanetto
- Italia del Nord - Cofanetto
- Scuola inglese - Pannello di cofanetto
- Scuola francese - Cofanetto con soggetti cavallereschi e allegorici
- Arte francese - Cofanetto su prisma rettangolare
- Bottega degli Embriachi (?) - Specchio
- Scuola italiana - Placche: La Fede, la Speranza e la Carità
- Scuola italiana - Manico di stile per capelli
- Scuola francese - Pettine con scene galanti
- Scuola italiana - Pettine
- Scuola italiana - Placche per cofanetto
- Scuola italiana - Placche per manico di coltello, 1340 ca.
- Scuola francese - Statuetta di san Giorgio che uccide il drago
- Italia settentrionale - Pisside cilindrica
- Italia settentrionale - Cofanetto con animali
- Scuola francese - Pettine con storia di Piramo e Tisbe (recto) e Venere e Amore (verso)
- Scuola tedesca - Pettine
- Italia del Nord (Bottega Degli Embriachi?) - Cofanetto
- Trapani - Coppia di trofei
- San Giorgio e il drago
- Arte toscana - San Giovanni Battista
- Arte tedesca - Placca: la Crocifissione
- Arte francese - Placca: incontro di Gioachino e Anna alla Porta Aurea
- Arte tedesca - Placca: Adorazione della Vergine
- Arte tedesca - Due placchette: San Giorgio e il drago e la Vergine col Bambino
- Arte fiamminga - Medaglione: Crocifissione e incoronazione della Vergine
- Arte francese - Placca
- Arte italiana - Placca: due putti e tre uccelli
- Arte mantovana - Lato di un cofanetto: Trionfo d'amore
- Arte italiana - Statuetta: David
- Arte tedesca - Frammento di statua: Giuditta e Oloferne (?)
- Arte fiamminga - Scatola con Storie della Passione
- Arte tedesca - Statuetta: Marte
- Arte tedesca - Pomo di spada: Erode ed Erodiade
- Arte fiamminga - Calamaio in avorio: Mercurio che solleva in braccio Polimela, Venere e Adone
- Arte tedesca - Guerriero
- Arte francese - Statuetta: La Carità
- Arte italiana - Manico di ago crinale
- Arte italiana - Cristo alla colonna
- Arte spagnola - Crocifissione
- Arte spagnola - Pace. La Vergine col Bambino
- Arte spagnola - Presepio
- Arte spagnola - Placca: La Vergine col Bambino
- Arte spagnola - Statuetta: Gesù bambino
- Fiandre - Placca: Venere e Amorino
- Austria, Cristoph Weidiz (?) - Statuetta: Lucrezia
- Arte umbro–senese - Santo vescovo
- Arte Umbra - Madonna in trono col Bambino
- Arte senese - Santa Barbara
- Cassa
- Cassone
- Maestro del Giudizio di Paride - Giudizio di Paride
- Mariano d'Angelo Romanelli - Balia
- Arte fiorentina - Madonna col Bambino e san Giovannino
- Arte francese - Sant'Anna, Madonna e Bambino
- Arte bizantina - Cristo benedicente
- Davide Ghirlandaio (?) - Testa di San Pietro
- Italia centrale - Madonna in trono
- Maso Da San Friano - Predella Machiavelle Strozzi
- Francesco e Valerio Zuccato - Ritratto del cardinale Pietro Bembo
- Maestro di Sant'Ivo - Madonna col Bambino e santi
- Cerchia di Giovanni di Francesco - Lunetta con Cristo benedicente fra due angeli
- Pseudo Ambrogio di Baldese - Madonna col Bambino e due santi
- Cerchia di Giovanni Boccati (?) - Angelo annunziante
- Ventura di Moro o Ambrogio di Baldese - Madonna col Bambino e santi
- Toscana o Umbria - Madonna col Bambino e due sante
- Cenni di Francesco Cenni - Vir dolorum

### Cappella di Maria Maddalena e sagrestia
La cappella al primo piano, con volta a botte ogivale e con finestre monofore, venne costruita dopo il 1280. Qui sostavano i condannati a morte prima di iniziare il loro cammino verso il patibolo, assistiti dai Battuti de' Neri che facevano parte della Compagnia di Santa Maria della Croce al Tempio. Tenendo conto di tale uso si spiegano gli affreschi 1340 attribuiti alla bottega di Giotto: alle pareti laterali, le Storie di santa Maria Egiziaca, di santa Maria Maddalena, di san Giovanni Battista, fulgidi esempi di penitenti e peccatori redenti; sulla parete d'ingresso l'Inferno, e sulla parete di fondo il Paradiso, dove fra gli eletti è rappresentato anche Dante Alighieri con in mano la Commedia, il ritratto più antico e probabilmente più vicino alla realtà del grande poeta.
Sulla parete di fondo sono anche due affreschi tardo-quattrocenteschi con la Madonna col Bambino di Sebastiano Mainardi e San Girolamo penitente di Bartolomeo di Giovanni.
Con la trasformazione del palazzo in carcere gli affreschi vennero scialbati e l'ambiente diviso in due piani, l'uno destinato ad accogliere i condannati a morte in attesa di supplizio, l'altro in dispensa. Con il restauro dell'ambiente alla metà dell'Ottocento, vennero sistemati nella cappella il coro e il leggio di Bernardino della Cecca provenienti da San Miniato al Monte, mentre all'altare venne sistemato il trittico di Giovanni di Francesco infine nelle vetrine opere di oreficeria sacra.

#### Opere presenti nella Cappella di Maria Maddalena e sagrestia
- Attr. a Michelangelo - Crocifisso Gallino
- Arte tedesca - Crocifisso
- Guglielmo Della Porta - Altarolo
- Arte senese - Reliquario
- Guglielmo Della Porta - Cristo alla colonna
- Arte italiana - Cornice di altarolo
- Arte del Monte Athos - Croce
- Arte Abissina - Croce
- Arte limosina - Croce
- Arte lombarda  - Pace
- Attribuito a Maso Finiguerra - Pace
- Maso Finiguerra - Pace
- Maso Finiguerra - Pace
- Antonio del Pollaiolo e ignoto orafo fiorentino - Croce-reliquario
- Matteo Dei - Pace
- Arte fiorentina - Pace
- Arte toscana - Croce del XIV secolo, il Cristo forse precedente
- Arte toscana - Croce del XII–XIII secolo, il Cristo del XIII–XIV
- Arte fiorentina - Turibolo
- Croce-reliquario - Bottega Umbra: la croce, Bottega lombarda: la base
- Luca Della Robbia - Tondo con Spirito Santo
- Arte fiorentina - Pace
- Arte toscana - Croce
- Arte fiorentina - Navicella
- Orafo fiorentino e Arte fiorentina - Croce
- Arte toscana - Croce
- Ignoto orafo lombardo - Croce-astile
- Arte italiana (?) - Altarolo
- Ignoto argentiere lombardo - Pastorale
- Arte fiorentina - Pastorale
- Bottega di Cosimo Merlini - Pastorale
- Arte umbra - Reliquario di dittico
- Arte umbra - Gesù crocifisso tra la Madonna e san Giovanni con intorno i santi Francesco, Ludovico da Tolosa, Chiara e un santo francescano
- Bottega di Giotto - San Francesco stigmatizzato
- Arte fiorentina, bottega di Antonio di Salvi - Ostensorio ambrosiano
- Attribuito ad Antonio di Salvi e bottega - Pace
- Arte senese - Croce reliquario
- Arte fiorentina - Croce
- Arte toscana, Attribuito ad Antonio di Salvi - Busto reliquario di sant'Ignazio d'Antiochia
- Arte fiorentina - Calice
- Goro di ser Neroccio - Calice
- Arte toscana - Calice
- Arte toscana - Calice
- Arte italiana - Calice
- Arte fiorentina - Calice
- Arte fiorentina - Reliquario
- Arte fiorentina - Croce
- Arte fiorentina - Patena
- Arte fiorentina - Calice
- Scultore francese - Madonna col Bambino
- Arte toscana - Candelabro con l'arme di parte Guelfa
- Valerio Cioli - Candelabro con stemma mediceo
- Giovanni di Francesco - Trittico Carrand
- Andrea Pucci Sardi da Empoli - Fregio
- Arte lombarda o veneta - Reliquario, datato 1403
- Arte senese - Turibolo
- Arte umbro–marchigiana - Reliquario
- Arte fiorentina - Reliquario
- Attribuito a Francesco I Teoli - Ostensorio
- Arte fiorentina - Reliquario
- Arte senese - Navicella
- Arte toscana - Navicella
- Arte toscana - Turibolo
- Arte senese - Turibolo, base e catenelle del XIX secolo
- Arte veneta - Pace
- Arte umbra - Candeliere
- Arte lombarda  - Pace
- Arte fiorentina - Croce
- Arte fiorentina - Croce
- Arte senese - Pace
- Arte fiorentina - Pace
- Arte veneta - Parte di busto di reliquario
- Arte senese - Base di reliquario
- Arte toscana - Base di reliquario
- Arte lombarda  - Base di calice
- Arte toscana - Calice, coppa del XIX secolo
- Arte lombarda  - Base di reliquario o ostensorio
- Arte lombarda  - Calice
- Arte fiorentina - Pace
- Arte senese - Reliquario
- Attribuito a Tondino di Guerrino - Placchetta: la Madonna, il Bambino e i santi Pietro e Paolo
- Bottega italiana ad Avignone - Placchetta: San Giovanni Evangelista
- Arte toscana - Placchetta: Madonna col Bambino
- Attribuito a Francesco Marti - 5 placchette per croci
- Arte italiana - Nodo di calice
- Attribuito a Guccio di Mannaia, Arte senese - Croce
- Arte italiana - Placchetta: Maddalena penitente
- Arte milanese - Cristo alla colonna
- Arte toscana - Placchetta con simbolo dell'Evangelista Marco
- Arte lombarda  - Placchetta raffigurante san Giorgio
- Bernardo Della Cecca - Coro
- Bernardo Della Cecca - Leggio grande da coro

### Collezione Carrand

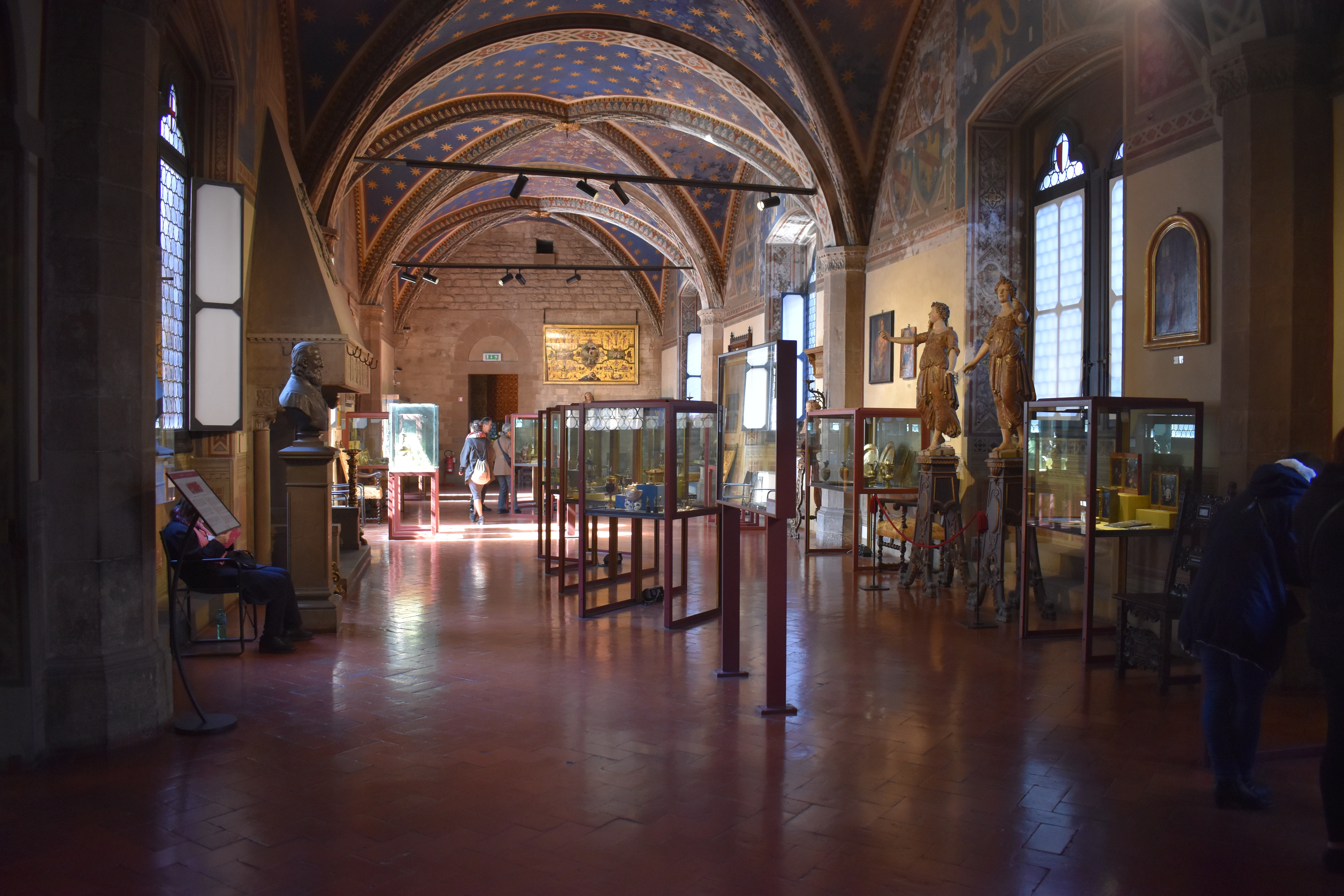
Sala Carrand

La sala, detta fino al 1888 del Duca d'Atene, cui appartiene lo stemma degli affreschi, contiene parte degli oggetti donati da Louis Carrand: pezzi di oreficeria, smalti di Limoges, metalli, oggetti indiani, sculture e i dipinti.

#### Opere presenti nella Collezione Carrand
- Alberto Arnoldi - Madonna col Bambino e donatore
- Alessandro Allori - Grottesca, datata 1562
- Anelli ecclesiastici
- Angiolo Gaddi - Madonna col Bambino e santi
- Antonio Federighi - Madonna col Bambino
- Arte austriaca (Vienna?) - Ornamento per abito
- Arte bizantina:
  - Bassorilievo con san Giorgio
  - Cammeo con Vergine in preghiera
  - Cammeo con San Giorgio
  - Cammeo con san Giovanni Battista (?)
  - Cammeo con san Teodoro
  - Coppia di orecchini
  - Coppia di orecchini a mezzaluna
  - Coppia di orecchini con sferetta traforata
  - Coppia di orecchino – mezzaluna
  - Croce pettorale
  - Due fibbie da cintura o da borsa
  - Due fibbie da scarpe o da borsa
  - Fibbia
  - Fibbia a forma di noce
  - Fibbia a forma di noce
  - Fibbia da cintura con decorazione vegetale
  - Fibula a disco con Vergine orante
  - Frammento: Vergine con Bambino
  - Orecchini a mezzaluna
  - Orecchino a tre sferette
  - Orecchino a tre sferette
  - Sara e Abramo a banchetto
- Arte Burgunda - Fibbia con iscrizione: “liberasti Daniel”
- Arte Carolingia:
  - Anello
  - Anello
  - Orecchino (?)
  - Placca di forma quadrata (vago di collana?)
- Arte cinese - Statuetta equestre con Guadi il dio della guerra
- Arte dell'Europa centrale:
  - Anelli
  - Anello
  - Anello
  - Anello
  - Anello
  - Anello
  - Anello
  - Anello
  - Anello
  - Anello
  - Anello doppio (pegno d'amore)
  - Anello doppio (pegno d'amore)
  - Anello nuziale
  - Castone
- Arte dell'Europa del Nord - Anello
- Arte della Bassa Sassonia - Acquamanile
- Arte etrusca - Scarabeo: giovane che si deterge con uno strigile e un cagnolino
- Arte europea:
  - Anello
  - Anello
  - Anello
  - Anello
  - Fibula
  - Fibula ad anello
  - Fibula ad anello
  - Frammento (parte di reliquario?)
- Arte federiciana, Italia meridionale - Cammeo con giovinetta con falcone e cagnolino, detta la Falconiera
- Arte fiamminga:
  - Acquamanile
  - Arazzo
  - Candelieri
  - Candelieri
  - Ecce Homo
  - Fermaglio con un santo martire in trono
  - Reliquario
  - San Giovanni Battista
- Arte fiammingo tedesca:
  - Mesciroba
  - Mesciroba
  - Mesciroba
  - Mesciroba
- Arte fiorentina:
  - Assalto al castello
  - Caccia alle fiere
  - Madonna col Bambino
  - Madonna in trono
  - Madonna in trono
  - Ritratto di Giovanna Albizzi
  - Scudo con l'arme dell'Arte della Lana
  - Scudo con l'arme della Chiesa
  - Tabernacolo
  - Tabernacolo
- Arte fiorentina, Attribuito a Jacopo Biliverti - Protome con testa femminile (Diana?)
- Arte franca:
  - Ago crinale
  - Bottone
  - Fibula a disco
  - Pendente
  - Spillone
  - Anello
  - Coppia di fibule a staffa
  - Coppia di fibule a staffa
  - Coppia di fibule a staffa
  - Coppia di orecchini poliedrici
  - Due chiavi
  - Fibbia di cintura
  - Fibula a cicala
  - Fibula a disco
  - Fibula a disco
  - Fibula a rosetta
  - Fibula a staffa
  - Fibula a staffa
  - Fibula a staffa
  - Fibula a uccello
  - Guarnizione di cintura
  - Spillo
  - Testa di spillo
- Arte francese:
  - Allegoria
  - Anello con iscrizione
  - Anello con iscrizione: “cele ton mal au haineux anuieux a celle fin ql nen soyent ioyeux”
  - Anello con iscrizione: “s/vous/plect”
  - Anello con iscrizione: “Seul voiloir” o “D'un seul voilour” (?)
  - Angelo
  - Angelo
  - Angelo inginocchiato
  - Annunciazione
  - Base di orologio
  - Bicchiere
  - Boccale
  - Bustini di donna e di guerriero
  - Capo di cintura
  - Cassa di orologio
  - Cassetta per elemosine
  - Cassetta per elemosine
  - Cerniera da borsa
  - Cerniera per borsa
  - Cinque chiavi
  - Cofanetto
  - Cofanetto
  - Cofanetto
  - Cofanetto
  - Cofanetto con decorazione a rilievo (giullari e sonatori, pigmei, insetti e animali fantastici), (avori del XV secolo e montatura del XVI)
  - Cofano per messali
  - Coltellino
  - Coltellino
  - Cristo in Maestà e Crocifissione
  - Crocefissione
  - Cupoletta da orologio
  - Due chiavi
  - Due frammenti di corona da rosario
  - Due frammenti di fibule
  - Due porta–profumo
  - Due reliquari
  - Fermaglio
  - Fermaglio
  - Fermaglio di piviale
  - Fibula ad anello
  - Figure allegoriche
  - Fondo di calice
  - Gancio per cintura
  - Gli amori di Venere e Marte
  - Madonna col Bambino (bottone per piviale?)
  - Madonna in trono col Bambino
  - Maniglia
  - Martello da porta
  - Martello da porta
  - Martello da porta
  - Medaglione
  - Medaglione (porta–ricordi)
  - Medaglione con dromedario
  - Medaglione con una coppia
  - Medaglione (ornamento di un cofanetto?): il mese di marzo: potatura
  - Medaglioni (ornamento di un cofanetto)
  - Mercurio
  - Nettuno
  - Orologi solari
  - Orologio astrolabico da tavolo
  - Orologio da tavolo
  - Orologio da tavolo
  - Pace con deposizione
  - Parte di maniglia
  - Pendente
  - Piede di candeliere
  - Pisside a forma di colomba
  - Polverino
  - Ritratto
  - Ritratto con elmo
  - Ritratto di donna
  - Ritratto di guerriero
  - Ritratto doppio
  - Salomone
  - Santa coronata
  - Santo
  - Scatola
  - Sei serrature a paletto
  - Serratura
  - Serratura
  - Serratura
  - Sigillo, niere folle di Digione
  - Storie del Vecchio Testamento e putti reggicartiglio
  - Toppa per chiave
  - Tre chiavi
- Arte francese (?):
  - Anello con iscrizione: “Jexus, avteu, Trausi”
  - Cammeo con figura femminile
  - Fibula
  - Fibula ad anello
  - Fibula ad anello
  - Porta–profumo
  - Strumento
- Arte francese (Blois) - Cassa di orologio da tavolo
- Arte francese o fiamminga - Borsa
- Arte francese o italiana:
  - Acquamanile
  - Trionfo di un imperatore romano e giochi di putti
- Arte francese, italiana e tedesca:
  - Fibbie e fibule
  - Fibbie e fibule
  - Fibbie e fibule
- Arte francese, Parigi - Quattro placchette
- Arte Franco–tedesca:
  - Cammeo con Compianto sul Cristo morto
  - Candeliere
- Arte Gallo–romana:
  - Fibula
  - Fibula a profilo di cinghiale
  - Fibula e disco
- Arte ispano–fiamminga - Madonna col Bambino
- Arte indiana:
  - Brocca
  - Cavallo
  - Gioiello
  - Piastra
- Arte inglese:
  - Cofanetto
  - Pendente a cuore
- Arte inglese o francese - Due borchie per finimenti da cavallo
- Arte italiana:
  - Amuleti
  - Amuleto
  - Anello
  - Anello
  - Anello
  - Anello
  - Anello con iscrizione
  - Anello con iscrizione: “Inesus antem per medium illorum ibat. Si ergo me q verbum caro factum est.”
  - Anello vescovile
  - Arcangelo Michele
  - Astuccio con strumenti chirurgici
  - Bacile
  - Boccale
  - Braccialetto con testa di serpente
  - Busto di vescovo
  - Cammeo a due facce
  - Cammeo con Atalanta (?)
  - Cammeo con Bacco e Arianna (?)
  - Cammeo con busto d'Adriano
  - Cammeo con busto d'Augusto (?)
  - Cammeo con busto di Adriano
  - Cammeo con busto di Cristo
  - Cammeo con busto di Cristo
  - Cammeo con busto di Marco Aurelio
  - Cammeo con busto di Pallade (?)
  - Cammeo con busto di Settimio Severo
  - Cammeo con Cleopatra
  - Cammeo con Cristo morto
  - Cammeo con Diana
  - Cammeo con doppia faccia, recto Adorazione dei pastori; verso Deposizione
  - Cammeo con due figure
  - Cammeo con figura femminile
  - Cammeo con figura femminile
  - Cammeo con figura femminile
  - Cammeo con figura femminile
  - Cammeo con figura femminile
  - Cammeo con figura femminile
  - Cammeo con figura femminile
  - Cammeo con figura femminile, Livia (?)
  - Cammeo con figure femminili
  - Cammeo con Galatea (?)
  - Cammeo con Galatea (?)
  - Cammeo con l'Abbondanza
  - Cammeo con l'immagine della Sacra Sindone
  - Cammeo con Leda e il cigno
  - Cammeo con Leda e il cigno
  - Cammeo con Nettuno
  - Cammeo con Pericle e Aspasia (?)
  - Cammeo con testa d'Augusto (?)
  - Cammeo con testa di Alessandro Magno
  - Cammeo con testa di Caligola (?)
  - Cammeo con testa di Cesare
  - Cammeo con testa di Nerone
  - Cammeo raffigurante il volto della Vergine
  - Capo di cintura
  - Cesoie
  - Cofanetto
  - Coltello inciso a bassorilievo con scene mitologiche
  - Coppa
  - Coppia di orecchini
  - Croce pettorale
  - Cristo benedicente
  - Due cerniere da borsa
  - Figura di santa
  - Frammento con figura femminile
  - Giullare
  - Le tre Grazie
  - Lucilla Maffei
  - Madonna in trono col Bambino
  - Medaglione reliquario con san Francesco Saverio
  - Parte di reliquario
  - Pendente a fiocco
  - Pendente con Adorazione dei Magi
  - Quadrante di orologio
  - Raschietto
  - Saliscendi
  - Saliscendi
  - Scaldamani liturgico
  - Serratura a paletto
  - Spezieria portatile
  - Spilla
  - Spilla a pendente con colombina
  - Spilla a tralcio
  - Spilla da un frammento di braccialetto
  - Spilla ovale
  - Spilla ovale
  - Tazza
  - Testa femminile
  - Tre prigionieri dinanzi a un imperatore
  - Trinciacandele
- Arte italiana (?):
  - Anello, “Cleopatra”
  - Astrolabio
  - Quadrante
- Arte italiana (veneziana?) - Coppia di anelli
- Arte italiana e francese - Quattro chiavi
- Arte Limosina:
  - Ampolla
  - Borchia
  - Borchia
  - Candeliere
  - Cassetta reliquiario
  - Cassetta reliquario
  - Cassetto reliquario
  - Ciborio
  - Cofanetto
  - Il trasporto della Santa Casa di Loreto
  - Madonna in trono
  - Parte di nodo
  - Piede di reliquario
  - Placchetta
  - Placchetta da pellegrino
  - Quattro borchie circolari
  - Riccio pastorale
  - San Girolamo
  - San Marziale
  - Storie della Passione di Cristo
- Arte Lombarda:
  - Placchetta con Francesco Sforza a cavallo
  - Portabolla e sigillo di Francesco Sforza
- Arte longobarda:
  - Cintura da spada del tipo detto grancia
  - Crocetta per sudario
  - Frammento dello scudo di stabio, placchetta con cavaliere
  - Lamina di re Agilulfo
- Arte longobarda–bizantina - Orecchini
- Arte milanese - Piatto
- Arte mosana:
  - Acquamanile
  - Angeli adoranti
  - Crocifisso
  - Lati di un altarolo portatile con la parabola della vigna
  - Quattro evangelisti
  - Quattro placchette per croce: Aronne, Mosè, l'uva della terra promessa, il sacrificio di Abramo, il profeta Elia
- Arte mosana o renana:
  - Acquamanile
  - Nodo di candeliere
- Arte olandese:
  - Abigaille implora David
  - Gedeone prima della battaglia
  - Salomone e la regina di Saba
- Arte Orientale - Intaglio con falcone inciso
- Arte Parigina - Enrico IV con l'ordine Spirito Santo
- Arte renana:
  - Frammento di reliquario
  - Placchetta
  - Placchetta
  - Turibolo
- Arte romana:
  - Cammeo con busto d'imperatore (?)
  - Cammeo con busto di imperatrice?
  - Coppia di orecchini
  - Fibbia
  - Fibbia
  - Fondi di coppe
  - Fondi di coppe
  - Fondi di coppe
  - Frammenti di coppe
  - Frammento (vago di collana?)
  - Frammento di orecchino impostato su spillone moderno: Erote
  - Orecchini
- Arte senese:
  - Sigillo del cardinale Alfonso Petrucci
  - Sigillo del monastero di San Giusto nel Chianti
- Arte Siciliana:
  - Medaglione reliquario con i santi Francesco e Sebastiano
  - Pendente
- Arte siro-palestinese - Secchiello per acqua santa
- Arte spagnola:
  - Corona per immagine sacra
  - Calice
  - Corona per immagine sacra
  - Due borchie per finimenti da cavallo
  - Parte di battente per porta
  - Parte di serratura di una cassa
- Arte spagnola (Barcellona?) - Pendente a forma di leone
- Arte spagnola o Messicana - Pendente a forma di trittico, al centro: Vergine nell'Hortus conclusus, ai lati: Annunciazione
- Arte sveva o sassonese - Acquamanile
- Arte tedesca:
  - Allegoria
  - Amuleti
  - Anello con iscrizione: “Hey/len/deh” (Cristo Salvatore)
  - Applicazione
  - Arcangelo Michele
  - Archipendolo
  - Boccale
  - Boccale da birra
  - Cammeo con leone araldico
  - Candeliere
  - Candeliere
  - Candeliere
  - Candeliere
  - Candeliere
  - Candeliere
  - Cerchio zodiacale e circolo astrologico (appartenenti ad un orologio da tavolo)
  - Cintura femminile
  - Cofanetto
  - Cofanetto
  - Coperchio di orologio
  - Corno
  - Corona per immagine sacra
  - Corona per rosario
  - Cristo al Calvario
  - Crocifissione
  - Crocifisso
  - Custodia di arenario
  - Custodia di arenario
  - Custodia di orologio
  - Decollazione di san Giovanni Battista
  - Decorazione
  - Due lucchetti con chiave (orecchini?)
  - Due saliere
  - Fiaschetta
  - Medaglione con Pompeo
  - Orologio da tavolo
  - Orologio da tavolo
  - Pendente (modello per oreficeria)
  - Piede di croce
  - Placca
  - Placchetta con ritratto di Albrecht Dürer
  - San Giovanni Battista
  - San Matteo Evangelista
  - Sega
  - Serratura
- + Serratura
  - Sfera armillare
  - Ultima cena
  - Vaso
- Arte tedesca (?):
  - Amuleti
  - Amuleti
  - Amuleto
  - Pendaglio con tre amuleti
  - Spilloni
- Arte tedesca (Augusta?):
  - Copertura per cassa da orologio
  - Spillone con san Giorgio e il drago
- Arte tedesca (Augusta) - Placchette a motivi floreali
- Arte toscana:
  - Candelabro
  - Coppa
  - Marte
  - Reliquario
- Arte veneta:
  - Madonna col Bambino
  - Piatto
  - Posate da tavola
  - Restello
  - Scaldamani liturgico
- Arte veneta (?) - Pendente (frammento di orecchino?)
- Arte veneziana:
  - Anello
  - Brocca e bacile
  - Custodia di orologio
  - Decorazione da orologio
  - Lume da notte
  - Lume da notte
  - Mesciacqua
  - Mesciacqua
  - Mesciroba
  - Pisside
  - Reliquiario
  - Secchio d'acqua
  - Tre chiavi
- Arte Viennese - Pendente con Vergine col Bambino
- Atelier Parigino (?) Arte Franco–fiamminga - Sacra Conversazione e Crocifissione
- Attribuito a Benvenuto Cellini - Leda e il cigno
- Attribuito a Dieric Bouts - Madonna col Bambino
- Bernardo Parentino - Scena allegorica
- Bisanzio (?) - Frammento di icona
- Bottega del Preteso Monvaerni, Limoges:
  - Crocefissione
  - Noli me tangere
- Botticella
- Bottiglia
- Breguet, Parigi - Orologio da tasca
- Bruxelles - Coppa amatoria
- Calice
- Calice
- Calice a campana
- Calici con coperchio e stemma mediceo
- Calici con coperchio e stemma mediceo
- Calici lavorati a filigrana
- Castone del XVI secolo
- Copia di Joos van Cleve - Lucrezia
- Coppa
- Coppa
- Coppia di vasetti con coperchio
- Corno da caccia
- Couly Novailher - Dodici allegorie profane
- Da François Briot - Brocca e bacile
- Ducato di Brabante o Lussemburgo - Epifania e Crocifissione
- Europa Orientale - Due spille a fiocco
- Fibbia con uccellino
- Fieret, Montpellier - Orologio da tasca
- Forchetta e coltello
- Francesco di Giorgio Martini - Scipione l'Africano
- Francia o Germania - Coltelli con figure scolpite
- Francia settentrionale - Croce di altare
- Frater Willelmus (?), Inghilterra - Riccio pastorale
- Germania - Cucchiai
- Germania (?):
  - Cucchiaio
  - Lamina
- Germania o Paesi Bassi:
  - Coltelli
  - Coltello da scalco
- Giovanni di Paolo - Martirio di Sant'Ansano
- Jean II Pénicaud, Limoges - Adorazione dei pastori
- Jean II Pénicaud (?), Limoges - Madonna col Bambino
- Jean Pénicaud III, Limoges, - Madonna con il Bambino
- Jean II Pénicaud (?) - Adorazione dei Magi
- Hans Baldung Grien - La morte e la giovinezza
- Italia centrale - Madonna col Bambino
- Italia settentrionale:
  - Forchettone e coltello da scalco incisi con stemma e le lettere M.S.
  - San Giovanni Evangelista
  - Vergine dolente
- Italo Vegnetti - Busto di Luigi Carrand
- Jacopo Nizzola Da Trezzo e Arte milanese - Medaglione con ritratto: Filippo II di Spagna
- Jacques Chauvet, Parigi - Cosmometro
- Jacques Crimail (?) - Serratura
- Jean Baptiste Vallier, Lione - Orologio da tasca
- Joan de Court - La lavanda dei piedi
- Lamina a motivi geometrici
- Léonard Limousin, Limoges - Ritratto di François du Bourg
- Léonard Limousin (?), Limoges - Cristo
- Limoges - San Matteo (fermaglio–bottone)
- Ludwing Krung:
  - Fugacità dell'Abbondanza
  - La famiglia del satiro
- Maestro del Codice di San Giorgio - Incoronazione della Vergine
  - Noli me tangere
- Maestro della Leggenda di santa Caterina - Annunciazione, Presentazione al tempio, sul retro: Madonna col Bambino, San Giovanni Evangelista
- Manifattura senese:
  - Angelo portacero
  - Angelo portacero
- Marc Girard, Blois - Orologio da tasca
- Marcello Koffermans:
  - Cristo al Limbo
  - Resurrezione
- Marinus Van Reymerswaele - Il cambiavalute e la moglie
- Milano - Coltello e forchetta
- Milano, Finale - Coppa
- Murano:
  - Ampolla
  - Ampollina
  - Boccetta a forma di topo
  - Boccette
  - Botticella
  - Bottiglia con tappo a pagoda
  - Calice
  - Calice con decorazione a volute
  - Calice con gambo a serpenti
  - Calici
  - calici
  - Calici
  - Calici con coperchio
  - Calici con decorazione a tralci floreali
  - Calici con decorazione floreale smaltata a colori
  - Confettiere
  - Coppa
  - Coppa
  - Coppa
  - Coppa
  - Coppa con coperchio
  - Coppetta
  - Coppette
  - Fiale portaprofumi
  - Mesciroba
  - Oliera
  - Piattino
  - Secchielli
  - Vasetti e piattino
  - Vasetto
  - Vaso
  - Vaso per fiori
- Nardon Pénicaud, Limoges:
  - Adorazione del Bambino e Annunciazione
  - Gesù in Pietà tra la Madonna e san Giovanni con ai lati i santi Pietro e Paolo
- Orazio Fortezza Sebenico - Brocca e bacile
- Parigi o Blois - Madonna col Bambino
- Perrin Freres, Parigi:
  - Orologio da tasca
  - Orologio da tasca
- Piccolo organo portatile
- Pierre Reymond, Limoges - Coppa con coperchio
- Pierre Pénicaud - Resurrezione di Cristo
- R. Bocheron, Parigi - Orologio da petto
- Roma - Fibula a disco
- Salisburgo - Madonna col Bambino
- Scultore fiorentino - Vergine dolente
- Scultura senese - Angelo annunziante
- Scultore senese - Vergine Annunziata
- Scuola dei Penicaud - Cristo deriso
- Scuola di Augusta (?) - Frammento di guarnizione di orologio
- Scuola di Dinant - Candeliere
- Scuola di Hugo d'Oignies, Francia settentrionale - Piede di croce
- Scuola di Leonardo Limosino:
  - Ercole che regge il mondo come Atlante (sullo sfondo Ercole e l'Idra)
  - San Cristoforo
- Scuola Tirolese - Martirio di santa Caterina, sul retro Angeli con cartigli
- Sei lucchetti
- Statuette decorative
- Strumento musicale a foggia di violino
- Trasporto della Santa casa di Loreto
- Trionfo da tavola
- Vasi
- Venezia - Vassoio
- Vienna:
  - Pipe
  - Pipe e accendino

### Collezione islamica
Con la trasformazione a carcere del Palazzo, la sala nel 1574 venne divisa in tre vani e solo col restauro ottocentesco fu riportata alla sua dimensione originale, allestendola con opere in ceroplastica di Gaetano Zumbo, sigilli medievali e arazzi della collezione Louis Carrand. Dal 1982 la sala ospita oggetti islamici, provenienti dalle collezioni granducali e Carrand, Franchetti e Ressman tra cui oggetti metallici dei secoli XIII-XV, maioliche, avori, gioielli, armi, cinque tappeti e stoffe. In questa sala è stata forzata una vetrina nel luglio 2006 durante il normale orario di apertura, sottraendo tre gioielli di grande valore: una collana d'oro e un paio di orecchini del XII secolo, un anello con pendaglio del XIII secolo. L'allarme non era scattato nonostante la frattura e ci si è accorti dell'accaduto solo quando i malviventi erano fuggiti.

### Salone di Donatello e della scultura del Quattrocento

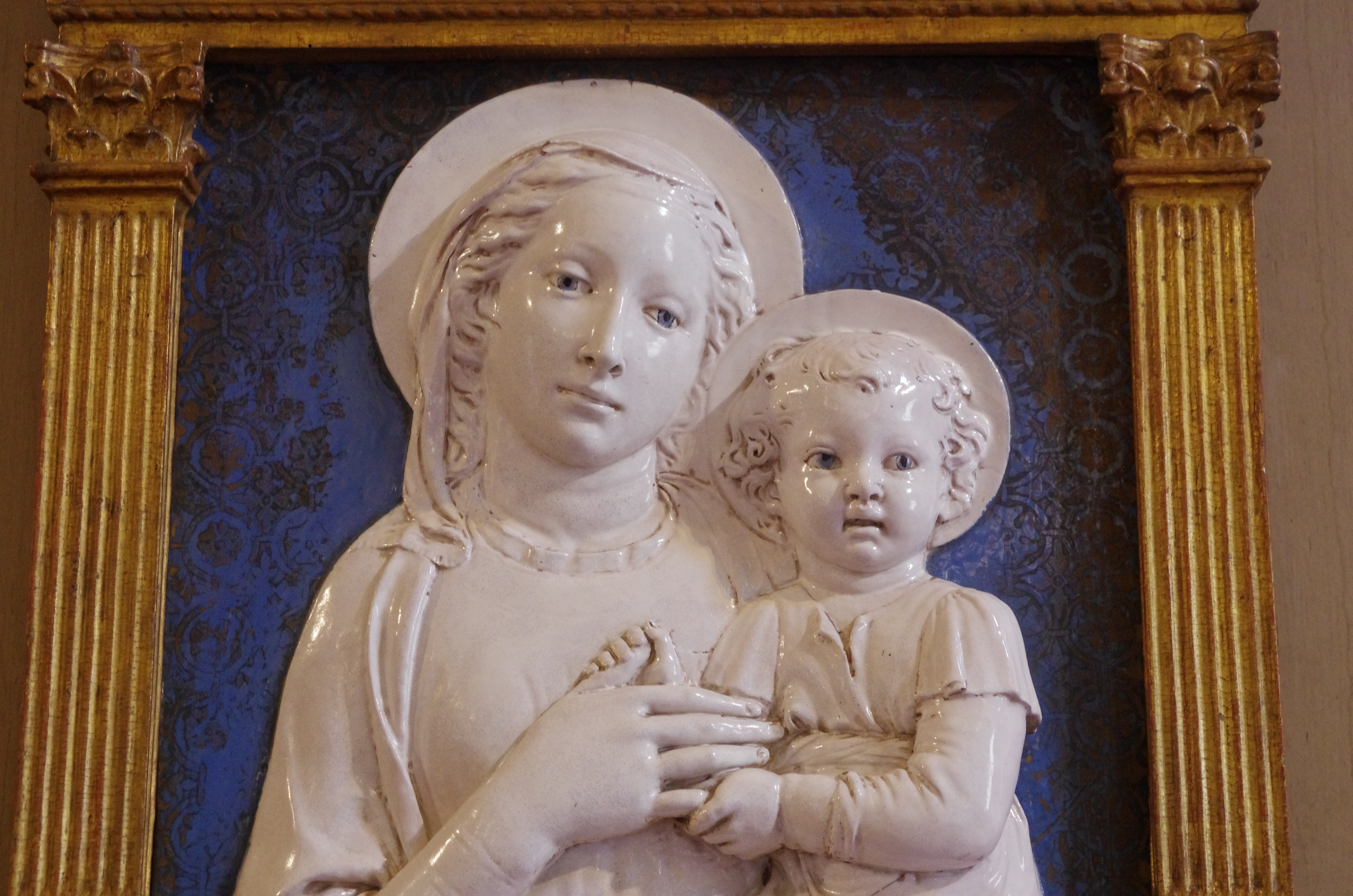
Luca Della Robbia - Madonna col Bambino

La sala, realizzata tra il 1340-45 da Neri di Fioravante con la sopraelevazione del Palazzo, venne adibita a salone del Consiglio Generale. Restaurata tra il 1857 e il 1865, decorata con finti affreschi venne allestita nel 1887, in occasione del quinto centenario della nascita di Donatello con sculture di quest'ultimo e del primo Quattrocento fiorentino, sistemate secondo i precetti museografici ottocenteschi in modo simmetrico.
Tra i capolavori custoditi spiccano alcune delle opere migliori di Donatello, come il San Giorgio proveniente da una nicchia di Orsanmichele, i due David, uno giovanile in marmo (1408-09) e quello celeberrimo in bronzo del 1440 circa, dal bellissimo modellato, di sorprendente armonia nelle diverse vedute tridimensionali, il primo nudo nell'arte occidentale dai tempi dell'arte romana. Altre sue opere sono il busto di Niccolò da Uzzano, un ritratto di spiccato realismo in terracotta, il Marzocco (1418-1420), leone in pietra serena che poggia una zampa sul simbolo di Firenze, assurto a simbolo cittadino fin da quando fu posto il Piazza della Signoria (oggi è rappresentato in piazza da una copia, mentre questo è l'originale) e le opere della maturità come il bronzo dell' Attys-Amore, restaurato nel 2005, e la Crocefissione.
In questa sala figurano anche importanti opere di altri artisti, come le due celebri formelle del Sacrificio di Isacco che Lorenzo Ghiberti e Filippo Brunelleschi fusero per partecipare al concorso pubblico del 1401 per realizzare la porta nord del Battistero di San Giovanni, universalmente riconosciute come le prime opere in assoluto dove si nota un superamento dello stile gotico verso maggiore classicismo tipico del Rinascimento.
Altri lavori coevi sono le opere di Agostino di Duccio, di Michelozzo, di Luca della Robbia (opere del periodo scultoreo, prima dell'invenzione della terracotta policroma, come le Storie di San Pietro e la Madonna della Mela) e di Desiderio da Settignano, che fu allievo di Donatello, qui rappresentato da un San Giovanninno ligneo, già attribuito a Donatello, e la Madonna Panciatichi, un bassorilievo in marmo.

#### Opere presenti nel Salone di Donatello e della scultura del Quattrocento
- Andrea del Verrocchio - David
- Donatello - Amore-Atys
- Desiderio da Settignano - Busto di gentildonna
- Donatello - Ritratto di Niccolò da Uzzano
- Desiderio da Settignano - Ritratto di fanciullo
- Scuola di Donatello - Due basi
- Donatello - David di marmo
- Donatello - David di bronzo
- Donatello - Marzocco
- Benedetto da Maiano - Basamento del Marzocco
- Donatello - San Giorgio e rilievo di San Giorgio libera la principessa
- Donatello - Stemma Martelli
- Attribuito a Donatello - Testa barbuta
- Attribuito a Donatello - Crocifissione
- Attribuito a Donatello - Busto di giovane con cammeo
- Attribuito a Donatello - Putto danzante
- Scuola di Donatello - Madonna col Bambino
- Scuola di Donatello - Madonna col Bambino
- Scuola di Donatello - Busto di imperatore romano
- Da Donatello (replica di bottega) - Madonna di Verona
- Luca Della Robbia - Madonna della mela
- Luca Della Robbia - Madonna col Bambino
- Luca Della Robbia - San Pietro liberato dal carcere
- Luca Della Robbia - Crocifissione di san Pietro
- Luca Della Robbia - Madonna genovese
- Luca Della Robbia - Madonna del Roseto
- Luca e Andrea della Robbia - Madonna in adorazione del Bambino
- Luca Della Robbia - Madonna e angeli
- Bottega di Luca Della Robbia - Busto di santa
- Bottega di Luca Della Robbia - Madonna col Bambino e angeli
- Filippo Brunelleschi - formella col Sacrificio di Isacco
- Lorenzo Ghiberti - formella col Sacrificio di Isacco
- Lorenzo Ghiberti - Arca dei Tre Martiri, 1427-1428 circa
- Scuola di Lorenzo Ghiberti - Madonna col Bambino
- Scuola di Filippo Brunelleschi - Madonna col Bambino, inv. 447
- Mino da Fiesole - Putto alato
- Michele da Firenze - Madonna col Bambino
- Attribuito a Michele da Firenze - Madonna col Bambino
- Michelozzo di Bartolomeo - Madonna col Bambino
- Michelozzo di Bartolomeo - San Giovannino
- Attribuito a Michelozzo di Bartolomeo - Madonna col Bambino
- Attribuito a Michelozzo di Bartolomeo - Sibilla
- Attribuito a Michelozzo di Bartolomeo - Sibilla
- Attribuito a Michelozzo di Bartolomeo - San Giovanni Battista
- Desiderio da Settignano - Madonna col Bambino
- Desiderio da Settignano - San Giovannino
- Desiderio da Settignano - San Giovanni Battista
- Francesco da Sangallo - San Giovanni Battista
- Bertoldo di Giovanni - Compianto sul Cristo morto - Trionfo di Bacco
- Bertoldo di Giovanni - Orfeo (o Apollo)
- Bertoldo di Giovanni - Battaglia tra Romani e Barbari
- Attribuito a Bertoldo di Giovanni - Crocifissione
- Il Vecchietta - Statua sepolcrale di Mariano Sozzini
- Arte fiorentina - Cassapanca
- Arte toscana - Cassone
- Agostino di Duccio - Madonna con Bambino e angeli
- Agostino di Duccio - Madonna col Bambino e angeli
- Tabernacolo e angeli reggicortina
- Arte fiorentina - Cassone istoriato con episodi della Novella di Messer Torello di Giovanni Boccaccio
- Scultore fiorentino - Ritratto di ignota
- Arte fiorentina e Giovanni toscani - Cassone istoriato col Palio di San Giovanni
- Nicola da Guardiagrele - Annunciazione
- Antonio di Chellino da Pisa - Madonna col Bambino
- Il Vecchietta - San Bernardino da Siena
- Pier Jacopo Alari Bonacolsi, detto L'Antico - Eros
- Arte fiorentina - Cassone istoriato con la Spedizione degli Argonauti
- Attribuito al Maestro di Santa Maria Nuova - Madonna in trono col Bambino
- Arte toscana - Cassone
- Arte fiorentina - Cassapanca
- Arte toscana - Cassone decorato con virtù e guerrieri

### Verone (Loggiato al primo piano)
Il verone, costruito fra il 1317 e il 1320 su progetto di Tone di Giovanni, con la trasformazione del Palazzo in carcere venne murato e suddiviso in celle; con i restauri ottocenteschi fu ripristinato, affrescato da Gaetano Bianchi con decorazioni medievaleggianti e allestito con alcune campane provenienti da chiese toscane. Nel 1932 si provvide ad un nuovo allestimento con sculture cinquecentesche, per lo più provenienti da decorazioni di fontane e giardini. Fra queste la serie degli animali in bronzo del Giambologna e dell'Ammannati, provenienti dalla grotta della Villa Medicea di Castello, fra i quali figurano alcuni esemplari di incredibile realismo, come la Pavoncella o il Tacchino, all'epoca un animale ancora esotico.

#### Opere presenti nel verone
- Giambologna:
  - Architettura
  - Aquila
  - Aquilotto
  - Barbagianni
  - Falcone
  - Gallo
  - Gufo
  - Pavoncella
  - Pavone
  - Putto che pesca
  - Putto che pesca
  - Tacchino
- Valerio Cioli - Satiro con fiasca
- Arte fiorentina:
  - Bacco
  - Decorazione di Fontana
  - Pan e Olimpo
- Francesco Mosca detto Il Moschino - Diana e Atteone
- Arte toscana:
  - Bacco
  - Giove
  - Imperatore romano
- Baccio Bandinelli - Ebbrezza di Noè
- Pietro Francavilla - Giasone

### Sala Bruzzichelli
La sala costruita tra il 1260 e il 1280, venne successivamente divisa in tre vani adibiti a celle. Nel 1865 con il restauro e la decorazione di Gaetano Bianchi e Brazzini, venne allestita con bronzi e bronzetti provenienti dagli Uffizi, nel 1888 sostituiti da vetri, oreficerie, medaglie della collezione Carrand, infine nel 1983 con la donazione dell'antiquario Giovanni Bruzzichelli, la sala, dedicata alla raccolta di quest'ultimo, ospita anche mobili cinquecenteschi. Ad oggi 4 Novembre 2021 la sala è stata chiusa e le collezioni spostate nelle altre sale del Museo.

### Sala delle Maioliche
La sala espone, dal 1888, la collezione museale di maioliche italiane e non; il nucleo principale, costituito dalle raccolte medicee, è costituito da pezzi per lo più provenienti da botteghe urbinate. La sala venne arricchita di nuovi pezzi anche dalle donazioni di Alessandro Foresi, Antonio Conti, Luis Carrand, Wilhem Bode, Luigi Pisa e Giuseppe Vai Geppi, infine nel 1997 dal lascito Pillitteri e nel 1999 da quello Middeldorf. Alle pareti sono presenti delle ceramiche invetriate della bottega dei della Robbia e precisamente: un tondo della bottega di Giovanni della Robbia raffigurante San Francesco d'Assisi; un tondo della stessa bottega di raffigurante Sant'Orsola; un tondo di Luca della Robbia il giovane, emblema matrimoniale delle famiglie Bartolini-Salimbeni con i simboli dell'imprese Medici; un pannello della bottega di Giovanni della Robbia raffigurante l'Incontro tra san Benedetto e re Totila; un tondo, opera della bottega di Andrea della Robbia, raffigurante il simbolo del Capitolo del Duomo di Firenze; e un tondo opera di Giovanni della Robbia con lo stemma matrimoniale delle famiglie Gaetani-Minerbetti datato al 1493.

### Sala del Verrocchio e della scultura del secondo Quattrocento

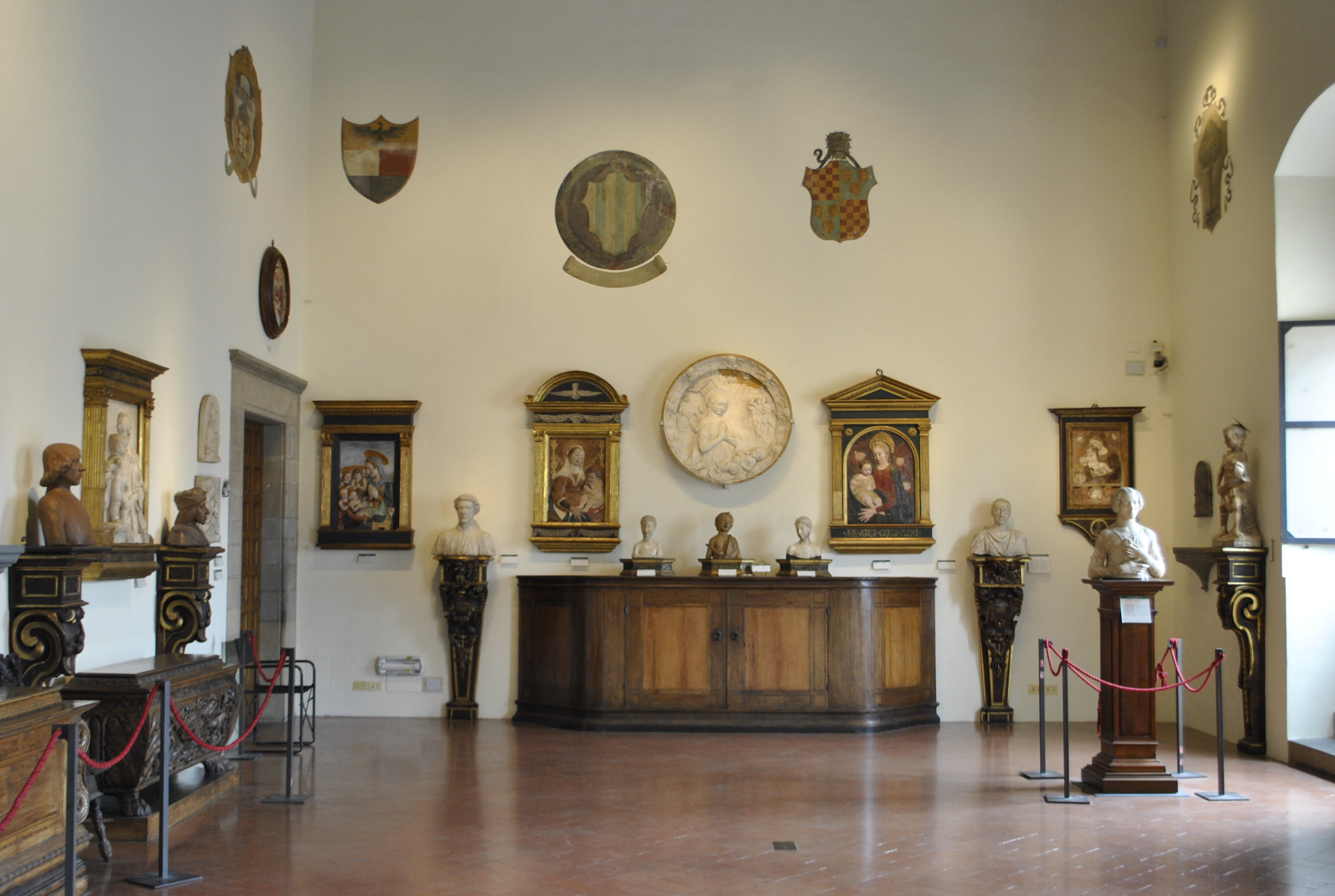
Sala del Verrocchio

La sala nel 1574 adibita a carcere, venne restaurata nel 1865, decorandola con stemmi di alcune famiglie fiorentine da Gaetano Bianchi. La sala è allestita con sculture della seconda metà del Quattrocento, per la maggior parte provenienti dagli Uffizi, dalla collezioni medicee e lorenesi.
Spicca tra le opere esposte il David del Verrocchio in bronzo (1470 circa), di un realismo quasi opposto al classicismo di Donatello. Opera dello stesso artista è la delicata Dama del Mazzolino e il Busto di Piero di Lorenzo de' Medici. Altri busti di personaggi celebri del Rinascimento sono qui esposti, come il Giovane guerriero di Antonio del Pollaiolo, il ritratto di Battista Sforza di Francesco Laurana e quello di Pietro Mellini di Benedetto da Maiano. Numerose sono anche le sculture, sia statue che rilievi, di Mino da Fiesole e di Antonio Rossellino.

#### Opere presenti nella sala
- Arte fiorentina:
  - Arme del Comune di Firenze
  - Cassone
  - Cassone
- Matteo Civitali:
  - Ecce Homo
  - La Fede
  - Ritratto di ignota
- Scuola di Matteo Civitali - Madonna col Bambino
- Francesco Laurana - Ritratto di Battista Sforza
- Francesco di Simone Ferrucci:
  - Madonna col Bambino
  - Madonna col Bambino
- Attribuito a Francesco di Simone Ferrucci - Madonna col Bambino
- Andrea del Verrocchio:
  - Crocifisso
  - Dama del mazzolino
  - David
  - Madonna col Bambino
  - Morte di francesca Pitti Tornabuoni
  - Resurrezione
- Ambito di Andrea del Verrocchio - Ritratto di giovane
- Antonio del Pollaiolo - Ritratto di giovane in armatura
- Attribuito a Antonio del Pollaiolo - Ritratto di ignoto (Niccolò Machiavelli?)
- Antonio Rossellino:
  - Busto di fanciullo
  - Madonna col Bambino e tre cherubini
  - Madonna e angioli adoranti
  - Matteo Palmieri
  - San Giovannino
  - San Giovannino
  - Vergine che adora il Bambino
- Attribuito ad Antonio Rossellino - Ritratto di Francesco Sassetti
- Bottega di Antonio Rossellino - Madonna dei candelabri
- Scuola di Antonio Rossellino - Madonna col Bambino
- Scuola fiorentina - Madonna col Bambino e san Giovannino
- Attribuito a Giancristoforo Romano:
  - Federico da Montefeltro
  - Francesco Sforza
- Attribuito al Maestro degli Apostoli Sistini - Giuliano di Piero de' Medici
- Tommaso Fiamberti - La Vergine col figlio
- Benedetto da Maiano:
  - Busto di Pietro Mellini (1474)
  - Madonna col Bambino
- Mino da Fiesole:
  - Giovane gentildonna
  - Giovanni di Cosimo de' Medici
  - La Vergine col Bambino
  - Madonna col Bambino
  - M. Aurelio Cesare
  - Piero de' Medici detto il Gottoso
  - Rinaldo della Luna (iscrizione: opus mini 1441)
  - Tabernacolo per il Santissimo Sacramento
- Arte fiorentina - Giovane gentildonna
- Bancone
- Cassapanca
- Cassone

### Sala dei Bronzetti

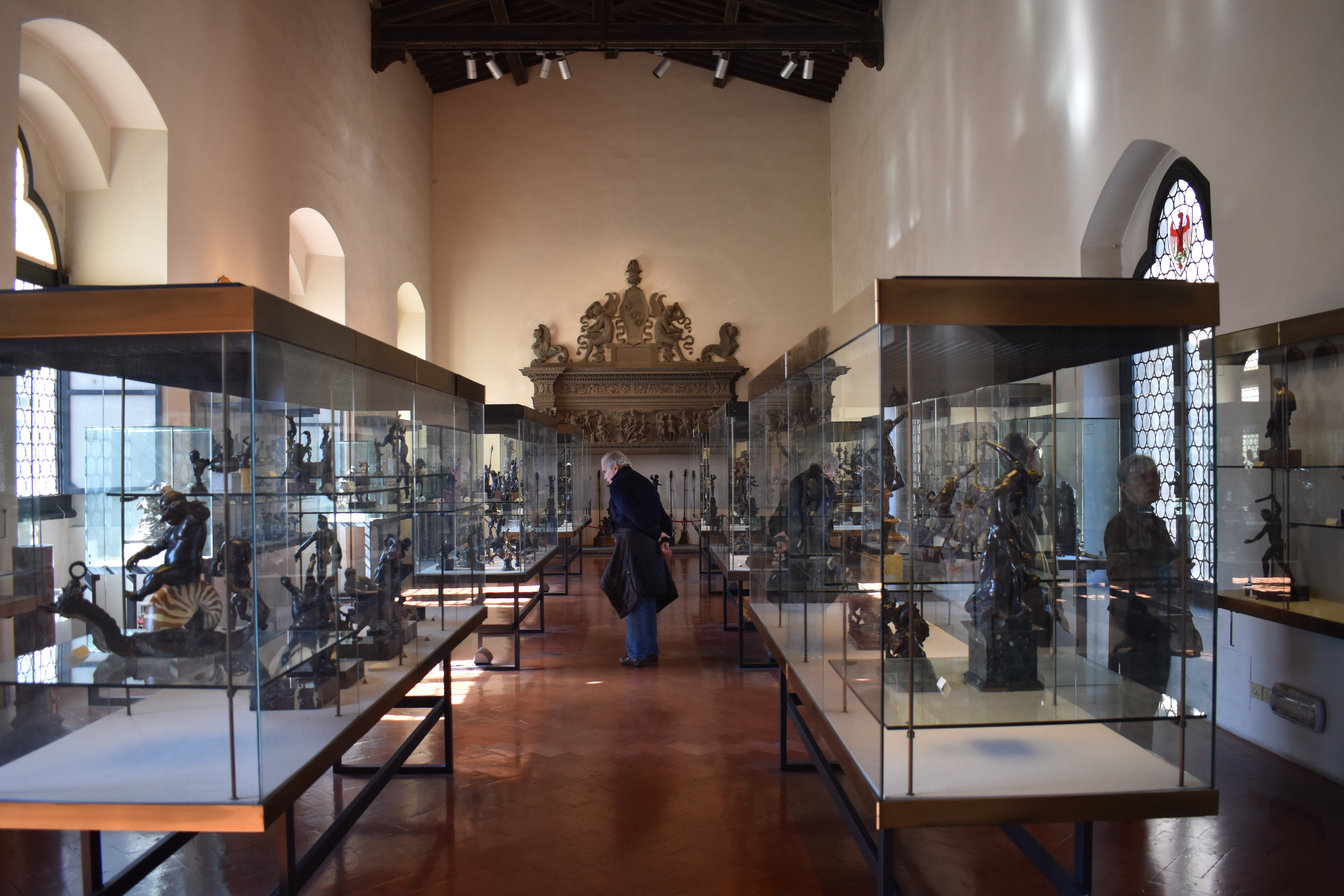
Sala dei Bronzetti

La sala ospita una delle collezioni più importanti di bronzetti, con il nucleo maggiore appartenente alle collezioni medicee. Sicuramente prima in Italia per qualità e dimensioni, qui si trovano alcuni pezzi di assoluto pregio come l'Ercole che "scoppia" Anteo di Antonio del Pollaiolo e il Ganimede di Benvenuto Cellini, nonché opere di Giambologna e di Andrea Briosco detto il Riccio. In questa sala si trova anche il pregevole camino realizzato da Benedetto da Rovezzano.

### Sala di Andrea della Robbia
Con la destinazione a carcere del Palazzo la sala venne divisa in quattro vani per ricavarne celle; con il restauro ottocentesco venne allestita prima con sculture in terracotta, poi con opere di Benvenuto Cellini. Nel 1972, venne dedicata all'opera di Andrea Della Robbia. Fra le opere più notevoli il Busto di fanciullo, il Ritratto di fanciulla, la Madonna degli architetti e la Madonna del cuscino, raffinate terrecotte invetriate in elegante bicromia blu/bianco.

### Sala di Giovanni della Robbia
La sala è allestita con opere di Giovanni della Robbia e di altri collaboratori e artisti affini. Campeggia un grande tabernacolo in terracotta invetriata policroma, esemplare dello stile di Giovanni, che rispetto ai precedenti artisti della famiglia Della Robbia cercò di usare tutti i colori tecnicamente possibili caratterizzando le sue opere per la policromia, in genere una pentacromia con bianco, blu, giallo, verde e bruno.

### Sala dell'Armeria
La sala accoglie ciò che rimane dell'armeria medicea e urbinate arricchita dalle donazioni Carrand e Ressman.

### Sale della Scultura barocca
La sala, riallestita nel 2023, accoglie la scultura di epoca barocca. Vi è conservato il Busto di Costanza Bonarelli di Gian Lorenzo Bernini.

### Sala del Medagliere
La sala, riallestita nel 2023, ospita una selezione delle medaglie provenienti dal medagliere.
Il medagliere mediceo e granducale, tra i più ricchi d'Italia anche grazie a una serie di acquisti e accrescimenti che arriva ai giorni nostri, è visitabile per lo più solo su richiesta: grava ancora la memoria del grave furto, nel 1932, dell'unico esemplare noto al mondo di medaglia aurea di Pisanello, distrutta di lì a poco.